# (36453) 2000 QK5
2000 QK5 (asteroide 36453) é um asteroide da cintura principal. Possui uma excentricidade de 0.09098300 e uma inclinação de 1.51556º.
Este asteroide foi descoberto no dia 24 de agosto de 2000 por LINEAR em Socorro.